# Venlafaxină
Venlafaxina este un medicament antidepresiv din clasa inhibitorilor recaptării de serotonină și noradrenalină (IRSN), fiind utilizat în tratamentul tulburării depresive majore, tulburării de anxietate generalizată, tulburărilor de panică și a fobiei sociale. Este derivatul metilat al desvenlafaxinei. Calea de administrare disponibilă este cea orală.
Molecula a fost aprobată pentru uz medical în Statele Unite ale Americii în anul 1993. Este disponibil sub formă de medicament generic.